# Olga Boznańska

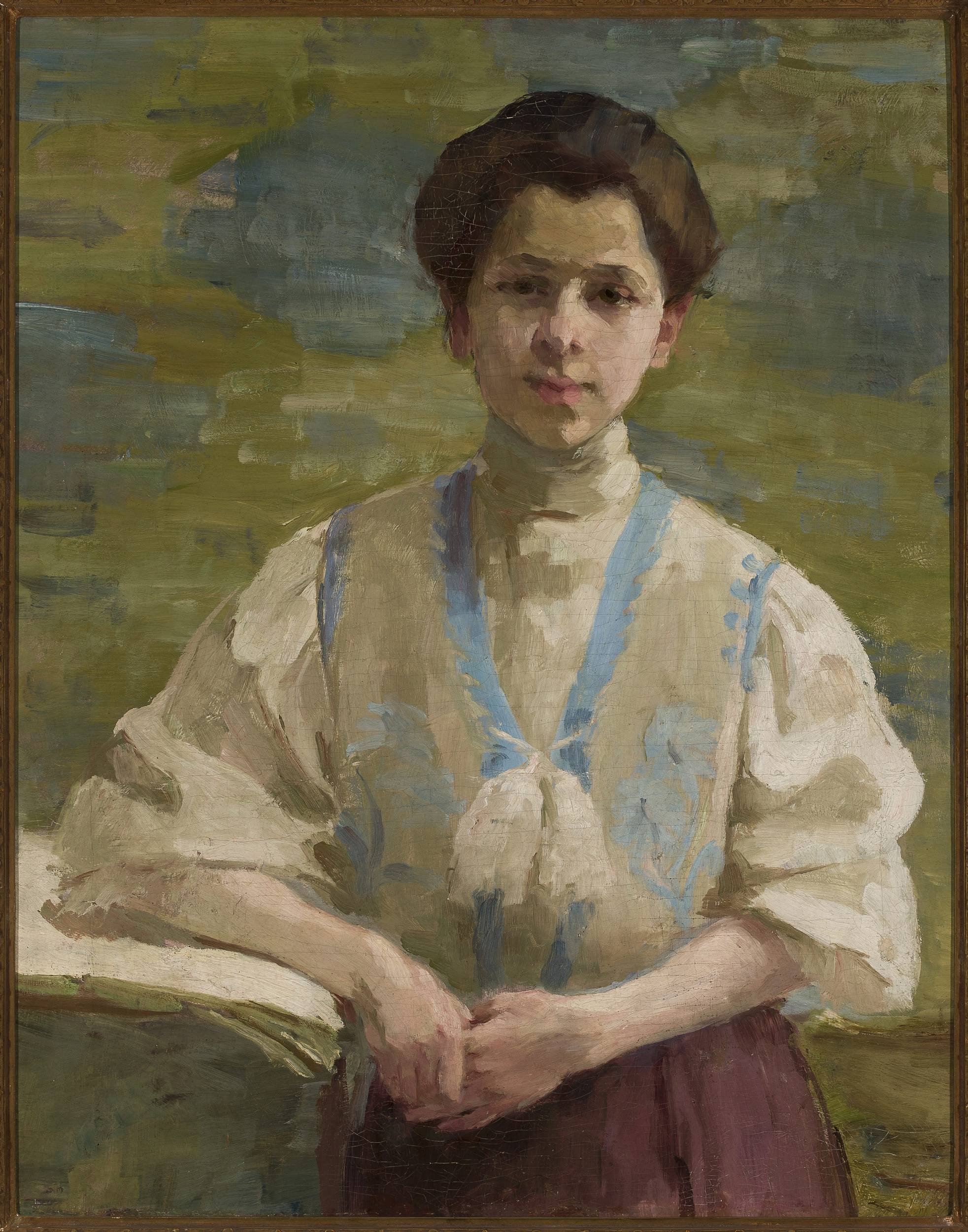
Selbstporträt (Ausschnitt), 1893, Nationalmuseum Warschau

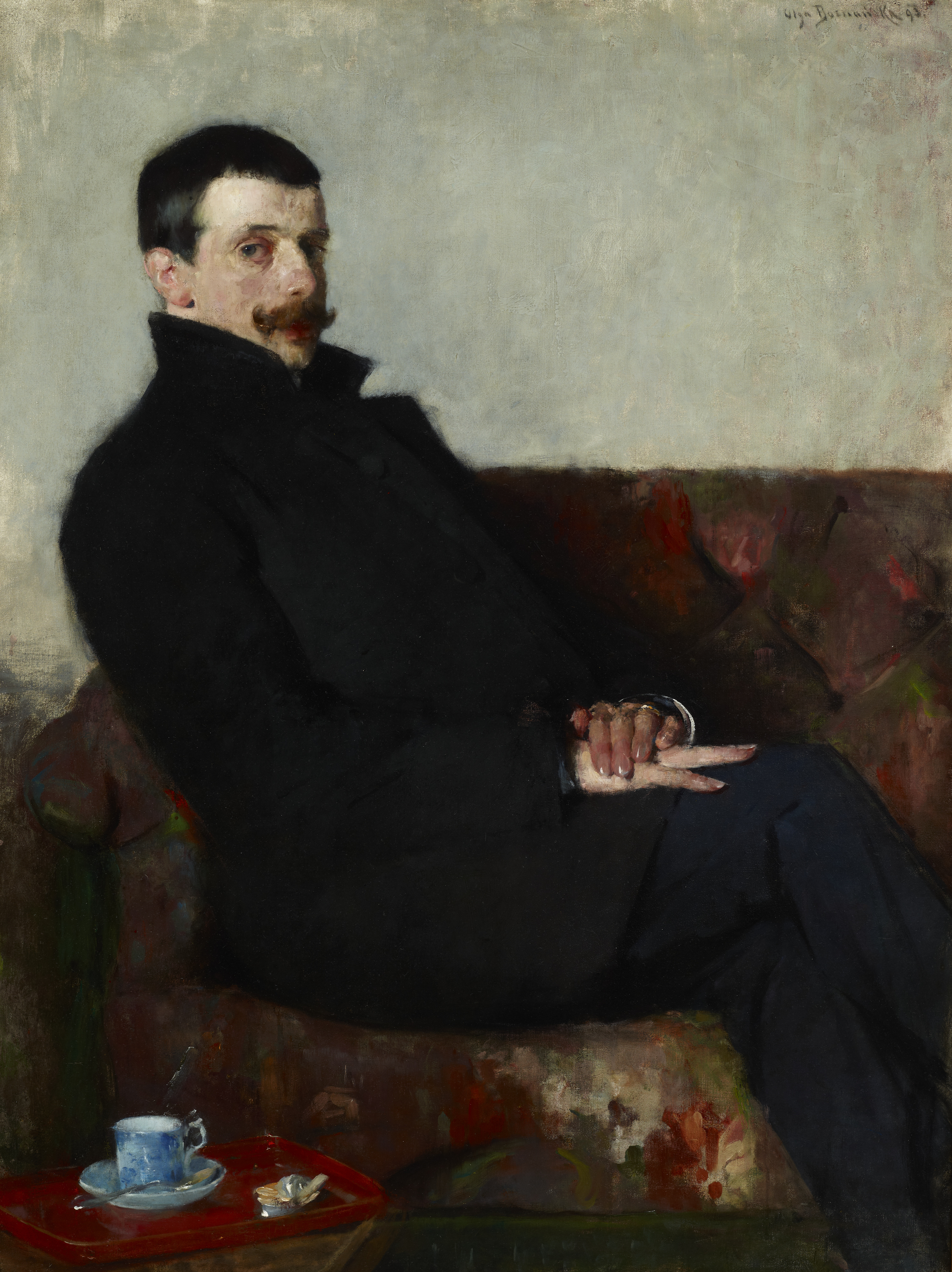
Porträt Paul Nauen, 1893, Nationalmuseum in Krakau

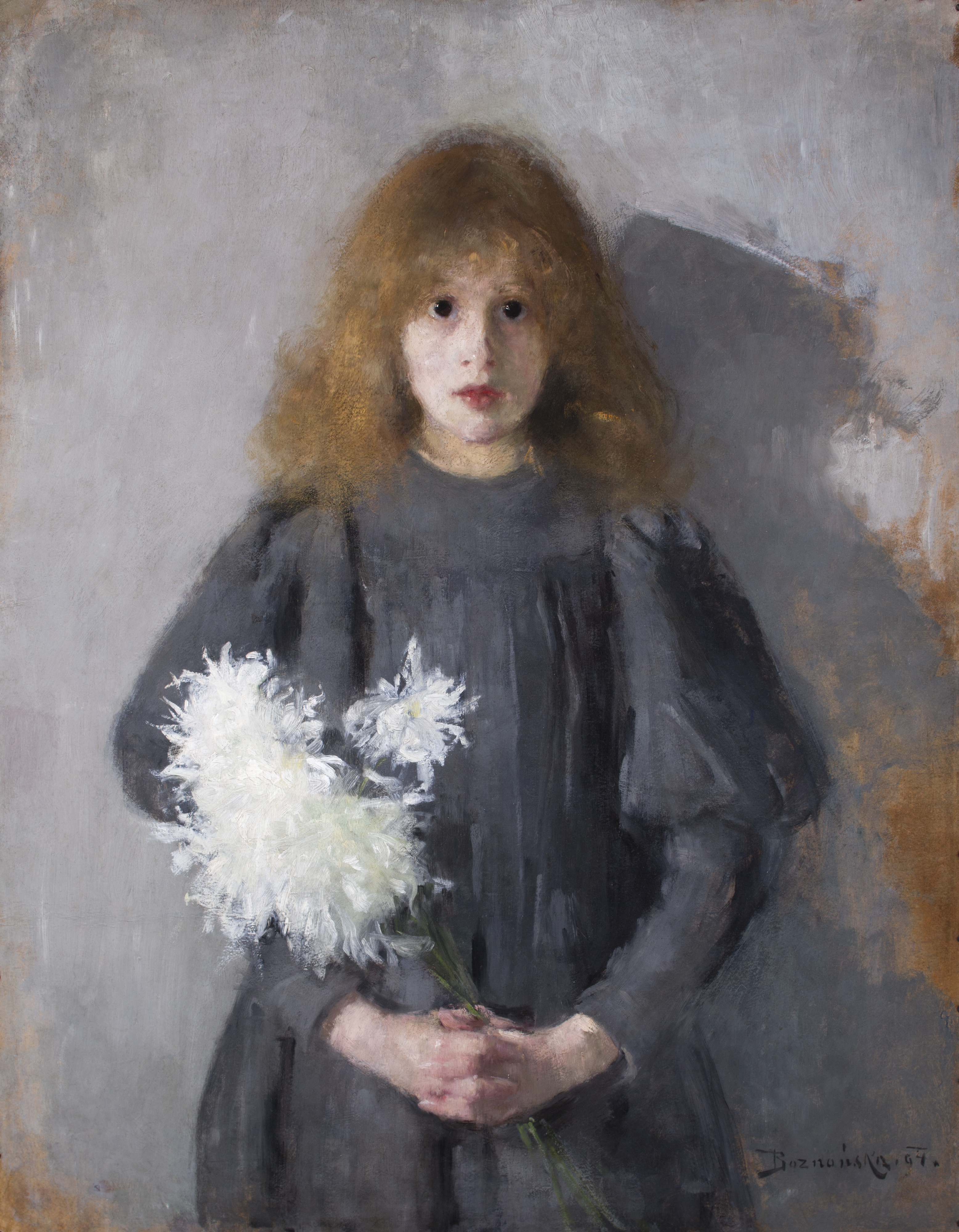
Mädchen mit Chrysanthemen, 1894, Nationalmuseum in Krakau

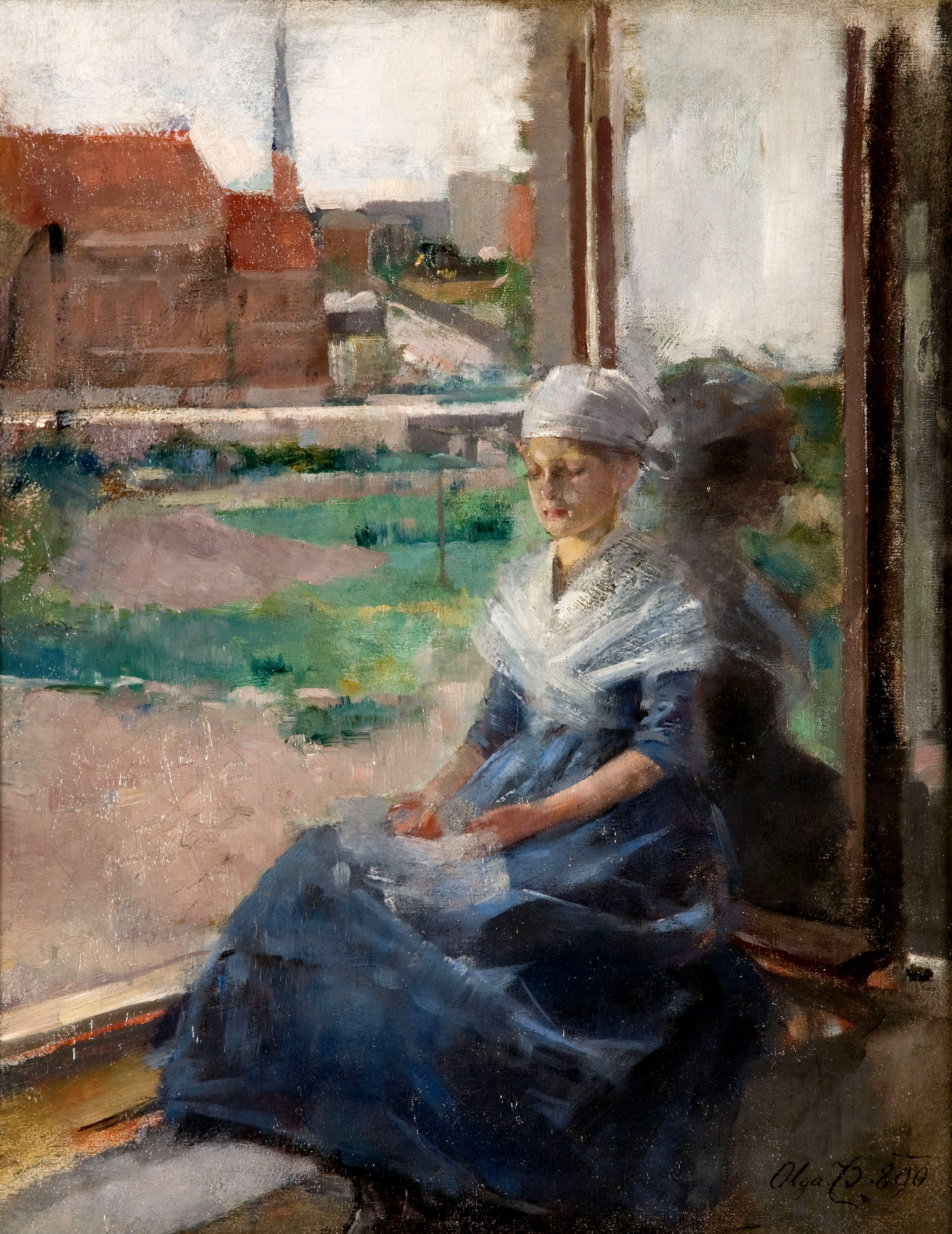
Bretonin, 1890, Nationalmuseum in Krakau

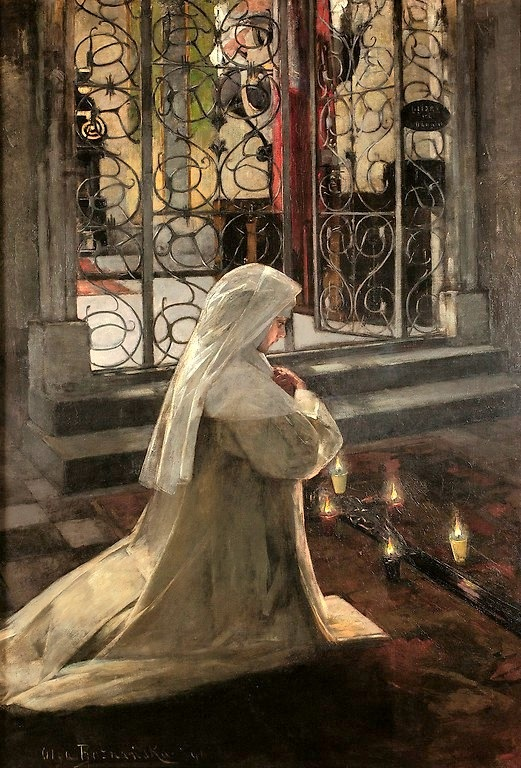
Am Karfreitag, 1890, Marienkirche in Krakau

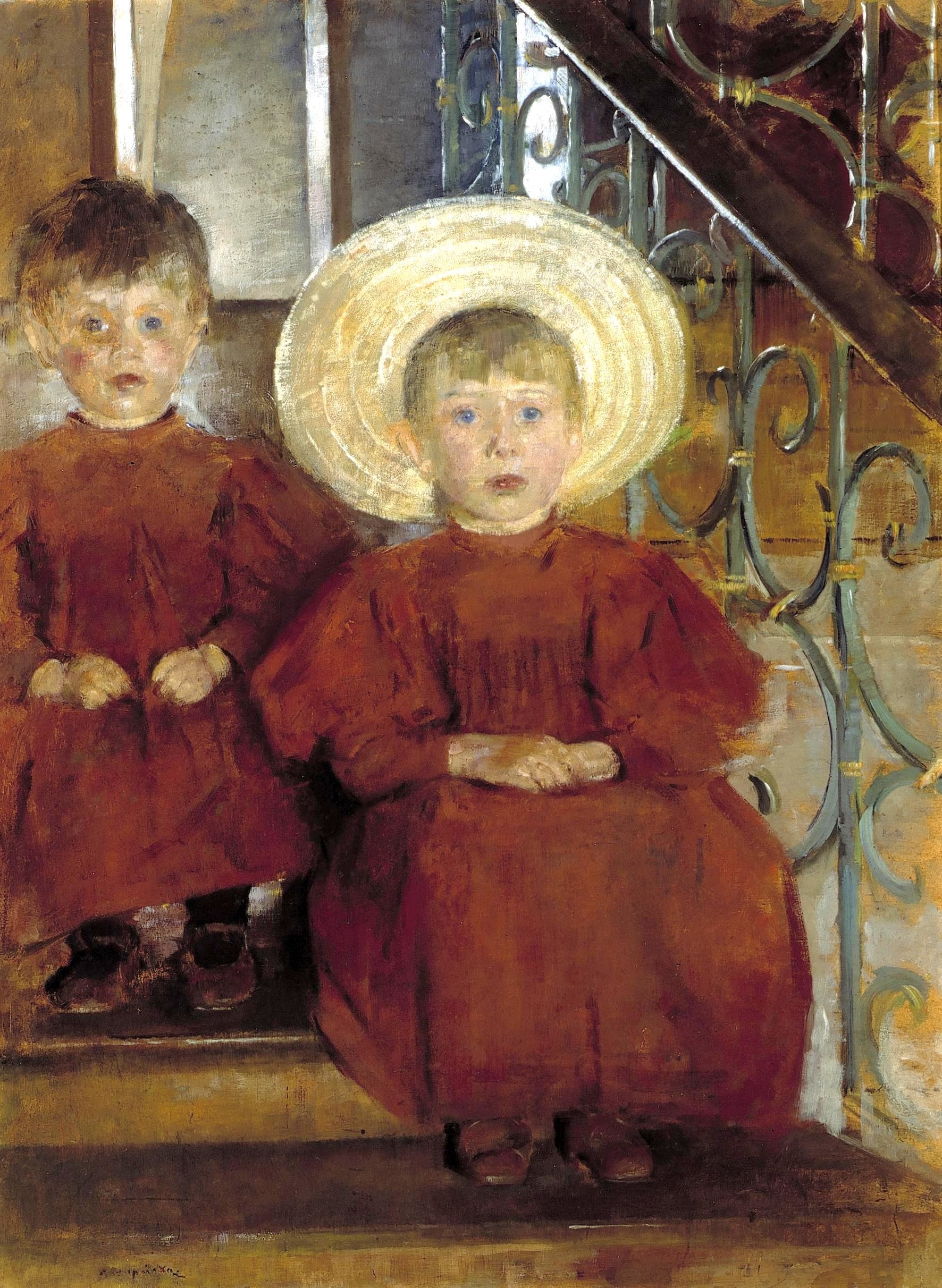
Porträt von zwei Kindern auf der Treppe, 1898, Nationalmuseum in Posen

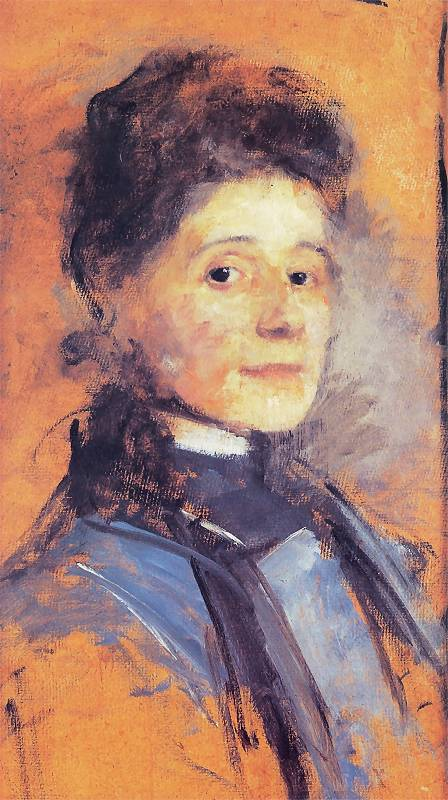
Selbstporträt, 1900, Nationalmuseum in Krakau

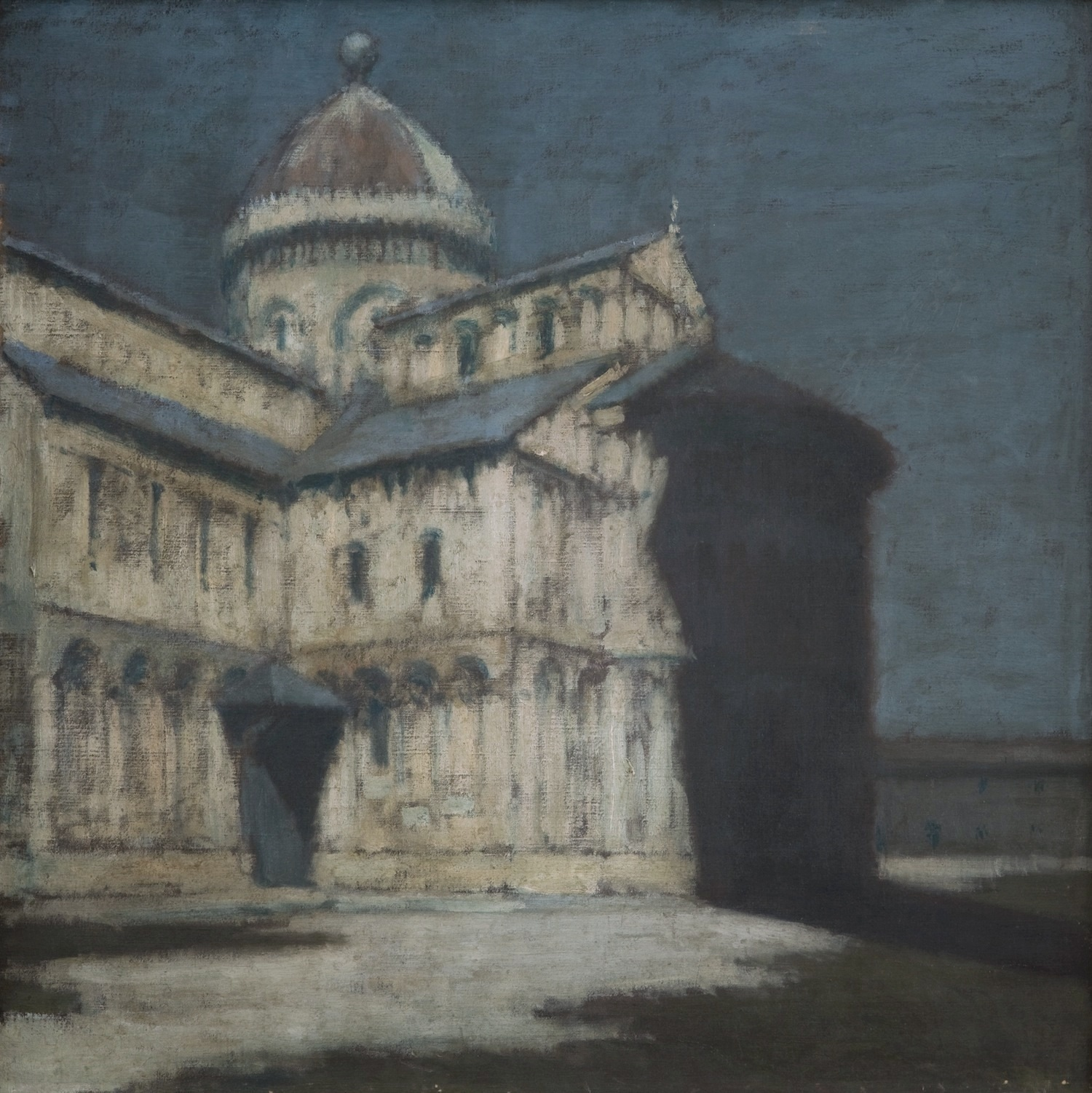
Dom zu Pisa, 1905, Nationalmuseum in Krakau

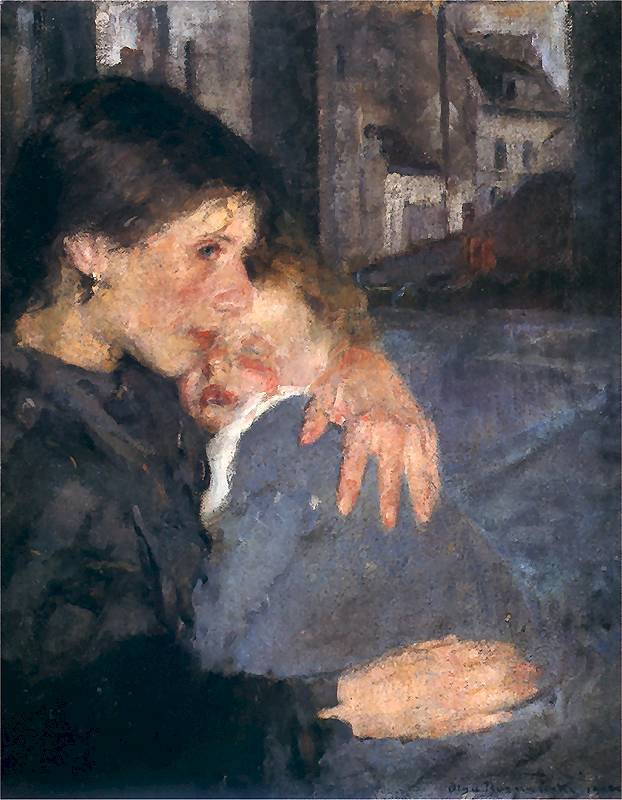
Mutterschaft, 1902

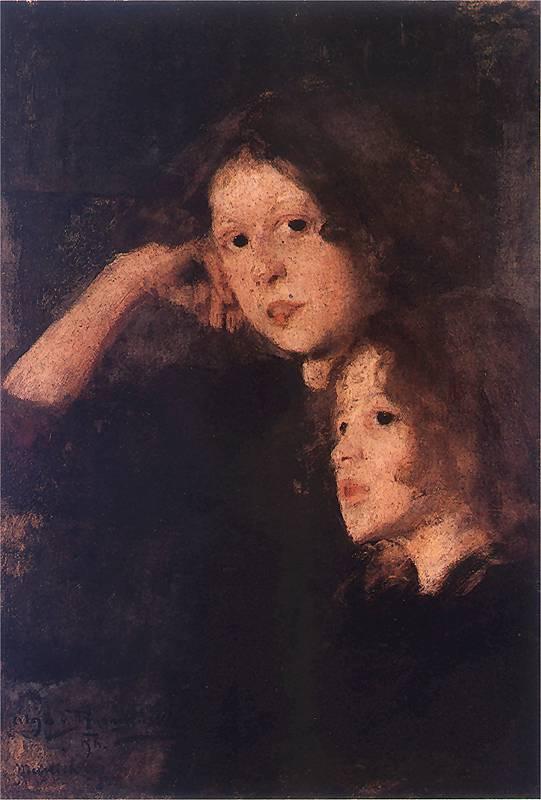
Zwei Mädchen, 1896, Oberschlesisches Museum in Bytom

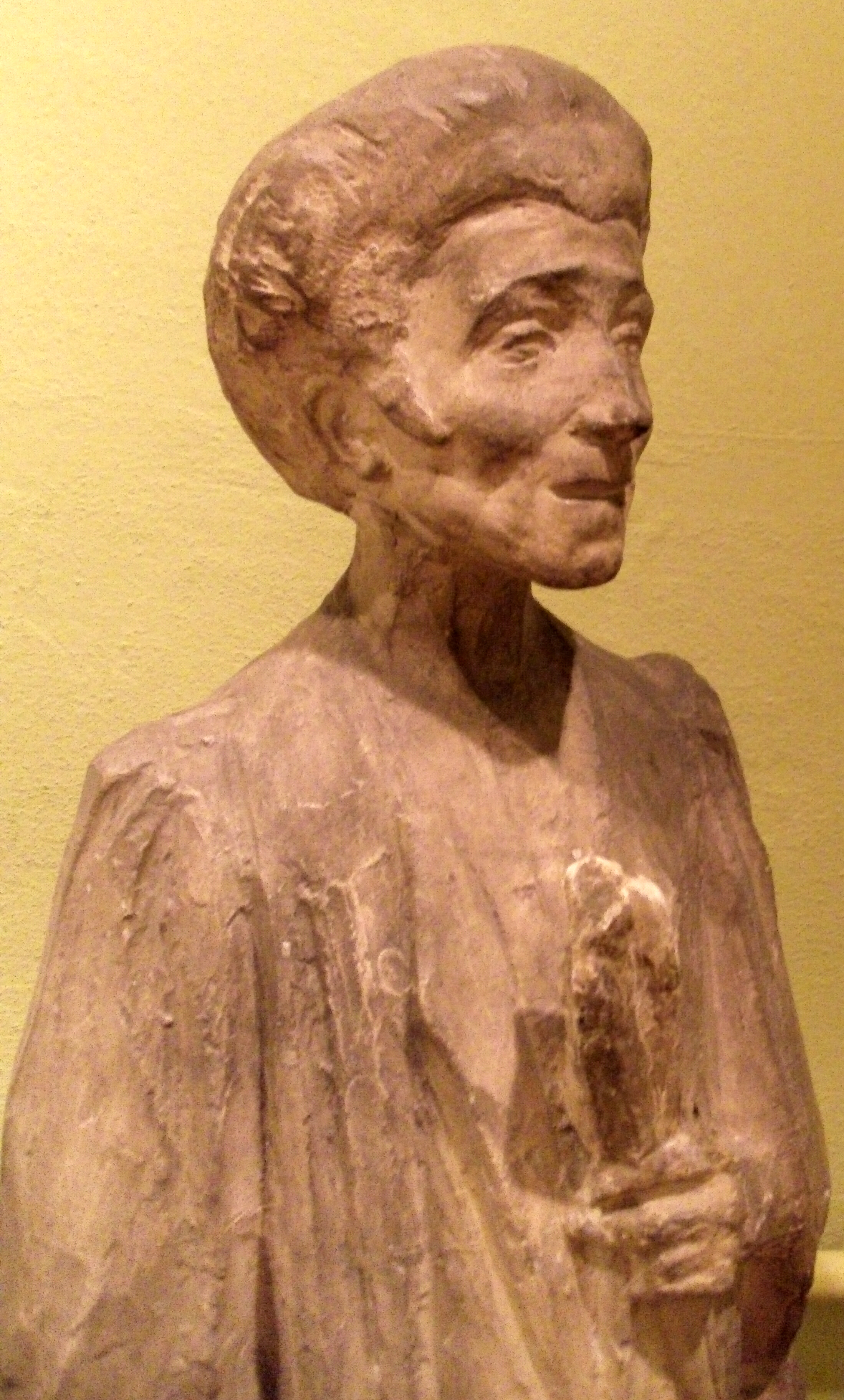
Olga Boznańska von Ludwik Puget, 1911 oder 1912, Alte Orangerie im Łazienki-Park

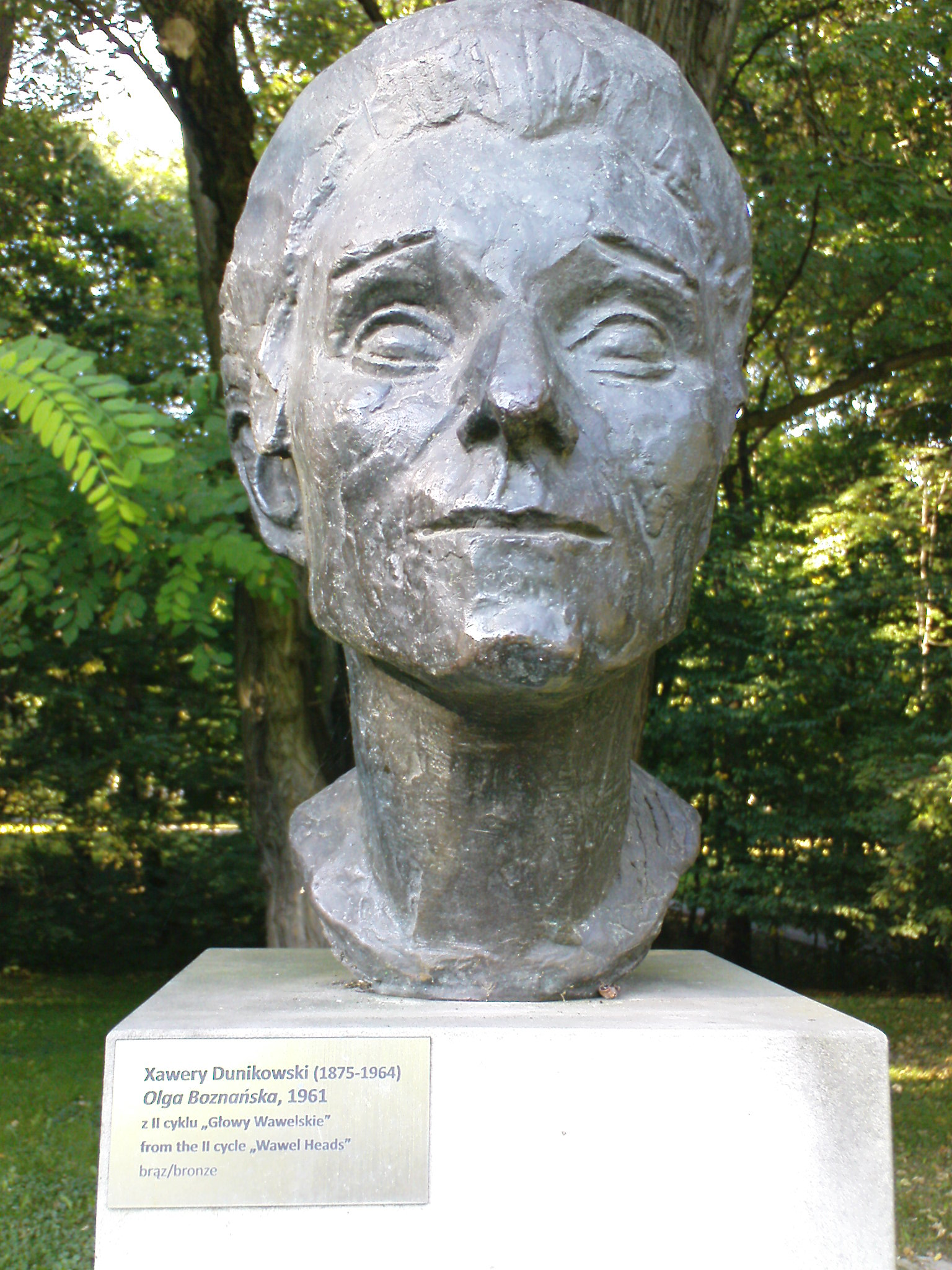
Olga Boznańska von Xawery Dunikowski, 1961, im Park des Xawery-Dunikowski-Museums

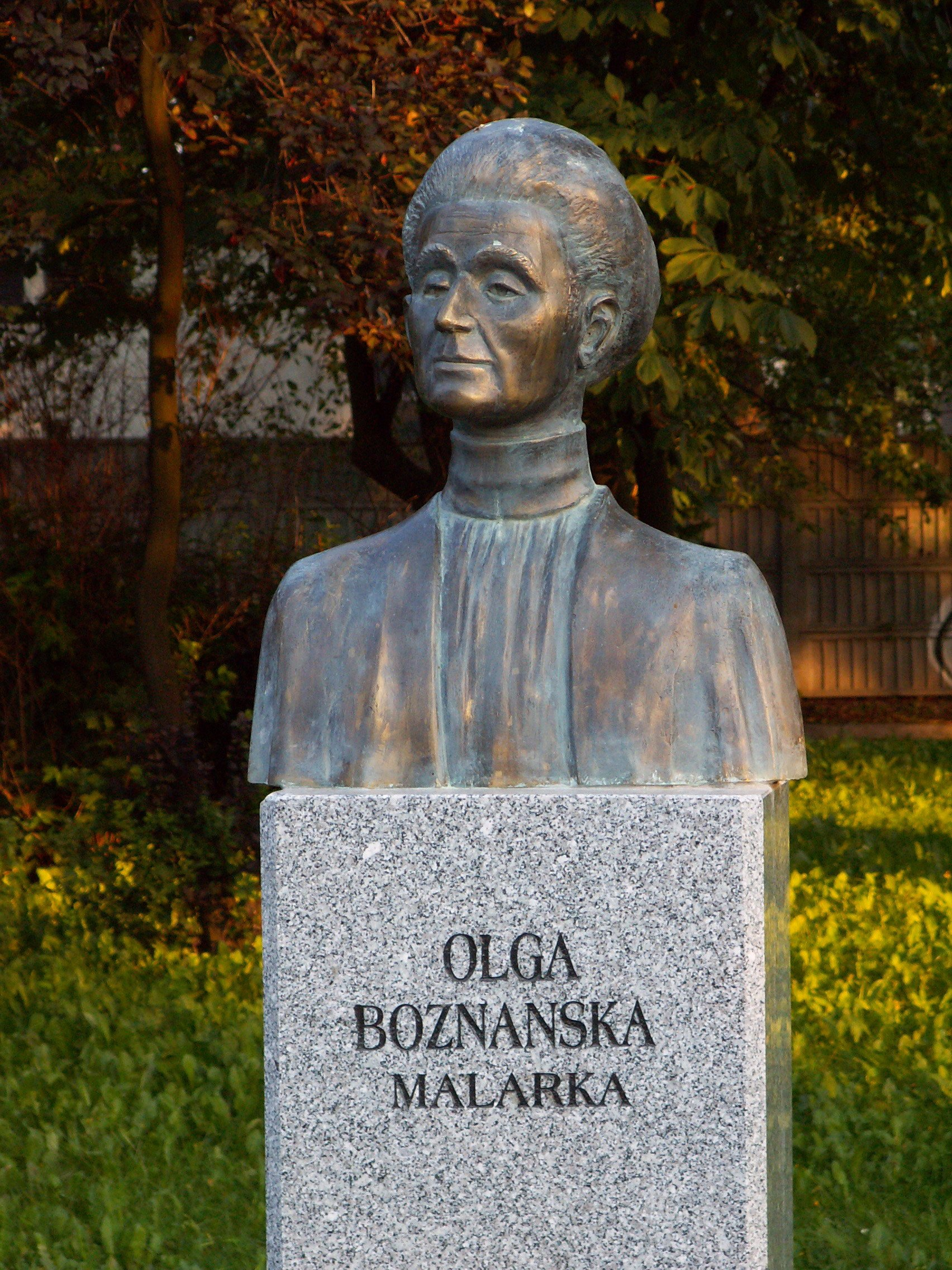
Olga Boznańska von Paweł Cieśla in der Berühmtheiten-Allee im Zentrum von Kielce

Olga Boznańska, auch Olga von Boznańska (* 15. April 1865 in Krakau; † 26. Oktober 1940 in Paris) war eine polnische Malerin des Postimpressionismus und Vertreterin der kulturellen Strömung Junges Polen.

## Leben und Werk
Olga Helena Karolina Boznańska wurde als Tochter des polnischen Eisenbahningenieurs Adam Nowina Boznański († 1906) und der Französin Eugénie Mondan († 1892) im damals österreichischen Krakau geboren. Zusammen mit ihrer Schwester Izabela (* 1868; † 1934) erhielt sie den ersten Zeichenunterricht von ihrer Mutter. 1878 war sie mit ihren Eltern und ihrer Schwester in Paris und besuchte dort unter anderem die Weltausstellung. Von 1883 bis 1886 lernte Olga bei Józef Siedlecki und Kazimierz Pochwalski und besuchte Höhere Kurse für Frauen im von Adrian Baraniecki gegründeten Technisch-gewerblichen Museum in Krakau von Hipolit Lipiński und Antoni Piotrowski neben anderen.
In München studierte sie von 1886 bis 1888 an der Schule von Carl Kricheldorf und teilte sich 1888 mit Hedwig Weiß ein Atelier. Anschließend studierte sie bei Wilhelm Dürr, aber nur bis 1889, weil dieser dann zu krank wurde. In der Alten Pinakothek war sie oft anzutreffen, weil sie dort Alte Meister kopierte, um sich so auch auf diesem Wege fortzubilden. Ebenfalls 1889 bezog sie ihr eigenes Atelier.
Ihr dritter Lehrer wurde Paul Nauen, mit dem sich auch eine Freundschaft entwickelte. 1893 porträtierte sie ihn in ihrem Atelier und im selben Jahr porträtierte er sie. 1894 erhielt Olga Boznańska die kleine goldene (silberne) Staatsmedaille für das Porträt Paul Nauen bei der Internationalen Kunstausstellung im Künstlerhaus Wien. Als der Bayerische Kurier über die Ausstellung berichtete und nicht das Bild, sondern den dargestellten Paul Nauen kritisierte, und ihn unter anderem als Zivilisationskrüppel bezeichnete, verklagte Nauen den verantwortlichen Redakteur und gewann den Prozess. Beide Gemälde sind heute Teil der Sammlung des Nationalmuseums in Krakau.
Zu Olga Boznańskas Künstlerkreis gehörten neben den deutschen Künstlern auch polnische Künstler, die zu der Zeit in München wirkten, wie zum Beispiel Waclaw Szymanowski, Józef Brandt und Alfred von Wierusz-Kowalski, die auch ihre Mentoren waren. 1895 übernahm sie die Leitung der Malschule von Theodor Hummel in München. Sie unternahm während ihrer Zeit in München viele Reisen. Oft reiste sie nach Krakau. Andere Ziele waren Berlin und Wien, wo sie im Kunsthistorischen Museum Gemälde von Diego Velázquez kopierte, die sie sehr verehrte. Paris war ebenfalls mehrmals ihr Reiseziel.
1898 zog sie gänzlich nach Paris und mietete ein Atelier in der Rue Campagne Première Nr. 9 im Viertel Montparnasse. Im selben Jahr wurde sie Mitglied der polnischen Künstlervereinigung „Sztuka“. 1901 wurde sie Mitglied der französischen Künstlervereinigung Société nationale des beaux-arts, gründete mit Leonia Bierkowska einen Künstlerinnenverein, bei dem sie beide Vorsitzende waren, und hatte ein Atelier in der Rue Campagne Première Nr. 114. Olga Boznańska unterrichtete auch Malerei und lehrte an der Académie de la Grande Chaumière, der Académie Colarossi und der Académie Vitti. Damit gehörte sie zu denjenigen Frauen in der Kunst, die schon frühzeitig in der Lehre tätig waren.

## Schüler und Schülerinnen
- Gertraud Rostosky (1876–1959)

## Auszeichnungen und Preise
- 1894: Kleine goldene (silberne) Staatsmedaille für das Porträt Paul Nauen bei der Internationalen Kunstausstellung im Künstlerhaus Wien[15][16]
- 1900: Bronzene Medaille und Ehrenvolle Erwähnung bei der Exposition Universelle (Weltausstellung in Paris)[17]
- 1905: Medaille II. Klasse bei der IX. Internationalen Kunstausstellung  im Glaspalast in München[18]
- 1907: Bronzene Medaille für Porträt eine Dame bei der Carnegie International in Pittsburgh[19]
- 1912:  Ritterkreuz der Ehrenlegion
- 1924:  Offizierskreuz des Orden Polonia Restituta[20]
- 1936:  Goldener Lorbeer der Polnischen Akademie für Literatur
- 1938:  Komturskreuz des Orden Polonia Restituta[21]

## Ausstellungen (Auswahl)
- 1886: Ausstellung der Gesellschaft der Freunde der Schönen Künste in Krakau (Ihre erste Ausstellungsbeteiligung)
- 1888: III. Internationale Kunstausstellung im Glaspalast in München – Ölgemälde: Studie[22]
- 1889: Jahresausstellung von Kunstwerken aller Nationen im Glaspalast in München – Ölgemälde: Traumverloren[23] – Späterer Titel: Nachdenkliches Mädchen[24]
- 1890: Zweite Jahresausstellung von Kunstwerken aller Nationen im Glaspalast in München – Ölgemälde: Porträt meiner Mutter und Herbstblumen[25]
- 1891: Internationale Kunstausstellung vom Verein Berliner Künstler anlässlich seines fünfzigjährigen Bestehens – Aquarelle und Pastelle: Studie[26]
- 1892: VI. Internationale Kunstausstellung im Glaspalast in München – Ölgemälde: Im Treibhause und Porträt[27]
- 1892: III. Internationale Ausstellung von Aquarellen, Pastellen, Handzeichnungen und Radierungen, Dresden – Pastelle: Angelica, Louise und Unzertrennlich[28]
- 1893: Große Berliner Kunstausstellung – Ölgemälde: Bildnis und Im Treibhause[29]
- 1893: Jahresausstellung von Kunstwerken aller Nationen im Glaspalast in München – Ölgemälde: Selbstporträt – Pastelle: Träumerei, Gretchen und Studienkopf[30]
- 1894: Internationale Kunstausstellung in Wien, Künstlerhaus Wien – Ölgemälde: Porträt Paul Nauen
- 1894: Ausstellung im Künstlerhaus Wien – Pastelle Porträt, Frau mit Kind[31]
- 1894: Internationale Kunstausstellung der Münchner Secession – Ölgemälde: Porträt[32] – Aquarelle, Pastelle, Zeichnungen usw.: Porträt des Frl. Komonovsko (Pastell), Porträt des Hernn Sviatlovsky[33]
- 1894: Große Berliner Kunstausstellung – Gemälde: Studie und Mutter und Kind[34]
- 1895: Ausstellung im Künstlerhaus Wien – Pastell Porträtstudie[35]
- 1895: Frühjahrsausstellung der Münchner Secession – Pastelle[36]
- 1895: Große Berliner Kunstausstellung – Gemälde: Zwei Damenbildnisse und Herrenbildnis[37][38]
- 1895: Internationale Kunstausstellung der Münchner Secession – Ölgemälde: Porträt[39]
- 1896: Exposition nationale des beaux-arts der Société nationale des beaux-arts im Salon de Champ de Mars in Paris – Ölgemälde: Kinder (Studie)[40]
- 1896: Internationale Kunstausstellung der Münchner Secession – Ölgemälde: Herrenporträt[41]
- 1896: Gemälde von Malerinnen, Ausstellung im Kunstsalon Fritz Gurlitt in Berlin[42]
- 1897: Große Berliner Kunstausstellung – Gemälde: Damenbildnis und Herrenbildnis[43]
- 1897: Exposition nationale des beaux-arts der Société nationale des beaux-arts in Paris – Ölgemälde: Zwei Kinder[44]
- 1898: 16. Kunstausstellung des Vereins der Künstlerinnen und Kunstfreundinnen zu Berlin – Buben und Mädchen mit Kind[45]
- 1898: Große Berliner Kunstausstellung – Gemälde: Mädchen mit Tulpen[46]
- 1898: Internationale Kunstausstellung der Münchner Secession – Ölgemälde: Porträt, Kniestück und Arme Leute[47]
- 1898: Einzelausstellung in der Galerie Georges Thomas in der Avenue Trudaine in Paris – 12 Gemälde[48]
- 1899: Ausstellung von Gemälden und Drucken zusammen mit Drucker und Maler Daniel Mordant in der Galerie Georges Thomas in Paris[49]
- 1899: Exposition nationale des beaux-arts der Société nationale des beaux-arts in Paris – Ölgemälde: Familie, Porträt, Porträt des Kunsthändlers Georges Thomas[50]
- 1899: Große Berliner Kunstausstellung – Gemälde: Französische Bäuerin[51]
- 1899: Internationale Kunstausstellung der Münchner Secession – Herrenbildnis[52]
- 1899: XXVI. Jahresausstellung im Künstlerhaus Wien – Ölgemälde: Adagio[53]  und Mädchen mit Tulpen[54]
- 1900: Große Berliner Kunstausstellung – Gemälde: Frau mit zwei Kindern und Die Kinderwärterin[55]
- 1900: Internationale Kunstausstellung der Münchner Secession – Angelina, Kniestück, Italiener und Köpfe[56][57]
- 1900: Exposition Universelle (Weltausstellung in Paris)[58]
- 1901: Große Berliner Kunstausstellung – Gemälde: Damenbildnis[59]
- 1901: Exposition nationale des beaux-arts der Société nationale des beaux-arts in Paris – Ölgemälde: Familienporträt,[60] Porträt eines jungen Mädchens, Bretonin[61]
- 1902: Exposition nationale des beaux-arts der Société nationale des beaux-arts in Paris – Ölgemälde: Herrenporträt, Porträt eines blonden Mannes, Junges Mädchen (Studie), Junger Mann (Studie)[62]
- 1902: XV. Ausstellung der Wiener Secession im Wiener Secessionsgebäude mit der polnischen Künstlervereinigung „Sztuka“ – Mädchen mit Tomate[63]
- 1902: Ausstellung in der Galerie Schulte in Berlin[64]
- 1902: Ständige Ausstellung des Kunstvereins in Hamburg, im kleinen grauen Saal der ständigen Ausstellung am Neuen Wall 14[65]
- 1902: Kunstscheune (Provisorium der Kunsthalle) in Kiel[66]
- 1903: Exposition nationale des beaux-arts der Société nationale des beaux-arts in Paris – Ölgemälde: Nostalgie (Junges Mädchen (Studie)), Porträt Fräulein R., Porträt Fräulein Jeanne Tournès, Porträt Fräulein K., Junges Mädchen (Studie)[67]
- 1903: Siebente Kunstausstellung der Berliner Secession – Ölgemälde: Zwei Porträts[68]
- 1904: Internationale Kunstausstellung Düsseldorf im Kunstpalast – Ölgemälde: Mädchen[69] – Späterer Titel: Nachdenkliches Mädchen[70]
- 1904: Exposition nationale des beaux-arts der Société nationale des beaux-arts in Paris – Ölgemälde: Herrenporträt (Herr von Raetvan) (Porträt des Pianisten August Radwan), Porträt des Malers Samuel Hirszenberg, Italienisches Mädchen, Zwei Schwestern, Porträt einer jungen Dame[71]
- 1905: Exposition nationale des beaux-arts der Société nationale des beaux-arts in Paris – Ölgemälde: Porträt Frau Richard, Porträt Fräulein K., Porträt Herr von Radwan (Porträt des Pianisten August Radwan), Porträt Frau L., Porträt Frau Thomas, Interieur[72] – Pastell: Porträt[73]
- 1905: Elfte Kunstausstellung der Berliner Secession – Ölgemälde: Damenporträt[74]
- 1905: IX. Internationale Kunstausstellung im Glaspalast in München – Öl- und Temperagemälde: Damenbildnis und Herrenbildnis[75]
- 1906: XXVI. Ausstellung der Wiener Secession im Wiener Secessionsgebäude mit der polnischen Künstlervereinigung „Sztuka“ – Zwei Damenporträts[76] und ein Herrenporträt[77]
- 1906: Exposition nationale des beaux-arts der Société nationale des beaux-arts in Paris – Ölgemälde: Porträt Frau R., Porträt Frau Roché..., Porträt Herr D., Porträt Dr. Chadzynski, Porträt Herr L., Porträt Frau G.[78] – Pastell: Frauenporträt[79]
- 1906: Erste Ausstellung der Verbindung bildender Künstlerinnen im Kunstsalon Fritz Gurlitt in Berlin[80]
- 1907: Exposition nationale des beaux-arts der Société nationale des beaux-arts in Paris – Ölgemälde: Damenporträt, Kinder, Porträt einer Dame in Schwarz, Porträt einer Dame in Schwarz, Porträt eines jungen Mädchens[81] – Im Ausstellungskatalog ist auch eine Schwarz-Weiß-Abbildung eines Bildes mit dem Titel Kinder.[82]
- 1907: Carnegie International in Pittsburgh – Porträt einer Dame
- 1908: Ausstellung der polnischen Künstlervereinigung „Sztuka“ in der Zedlitzhalle der Künstlervereinigung Hagenbund in Wien – Porträts[83]
- 1908: Exposition nationale des beaux-arts der Société nationale des beaux-arts in Paris – Ölgemälde: Porträt Frau F., Porträt Fräulein Cheiley, Porträt Fräulein de P., Porträt Frau V. mit ihrer Tochter,[84] Porträt Herr L., Porträt Herr de S.[85] – Im Ausstellungskatalog ist auch eine Schwarz-Weiß-Abbildung eines Porträts, Porträt Frau T., das im Katalog nicht aufgeführt ist.[86]
- 1909: X. Internationale Kunstausstellung im Glaspalast in München – Öl- und Temperagemälde: Kinderbildnis und Damenbildnis[87]
- 1910: Zwanzigste Kunstausstellung der Berliner Secession – Ölgemälde und Aquarelle: Mutter mit Kind[88]
- 1910: XXXVII. Ausstellung der Wiener Secession – I. Ausstellung der Vereinigung bildender Künstlerinnen Österreichs – Die Kunst der Frau –  Ölgemälde: Damenporträt (Porträt Fräulein Paparówny)[89][90]
- 1910: IX. Biennale di Venezia – Porträt der Frau in Braun, Porträt des Herrn X, Zwei Kinder[91]
- 1913: XI. Internationale Kunstausstellung im Glaspalast in München – Ölgemälde: Bildnis des Grafen Sigismund Puslowski[92]
- 1914: XI. Biennale di Venezia[93]
- 1916: Modern Painting in der Wilstach Gallery in Philadelphia[94]
- 1929: Große Berliner Kunstausstellung – Gemälde: Porträt von Frau Leg.-Rat I[95]
- 1929: Carnegie International im Art Institute of Chicago – Porträt Fräulein E., Porträt Frau Banciewicz, Porträt Professor Danysz, Spanisches Stillleben[96]
- 1937:  Ausstellung der Femmes Artistes Modernes (FAM) im Pavillon des Exposition, Esplanade des Invalides in Paris – Porträt[97]
- 1937: Weltfachausstellung Paris 1937 – Stillleben (von 1934)[98]
- 1938: XXI. Biennale di Venezia – Stillleben (von 1934)

Postum
- 1962–1963: Polnische Malerei – vom Ausgang des 19. Jahrhunderts bis zur Gegenwart im Museum Folkwang, Essen
- 1980: Ein seltsamer Garten – Polnische Malerei des 19. Jahrhunderts: Romantik, Realismus und Symbolismus im Kunstmuseum Luzern, Schweiz
- 2005: Boznańska Unbekannt – Einzelausstellung im Nationalmuseum Warschau
- 2005–2006: Boznańska Unbekannt – Einzelausstellung im Nationalmuseum in Krakau
- 2006–2007: Gärten – Ordnung, Inspiration, Glück im Städel Museum, Frankfurt am Main
- 2014–2015: Olga Boznańska – Einzelausstellung im Nationalmuseum in Krakau
- 2015: Olga Boznańska – Einzelausstellung im Nationalmuseum Warschau

## Illustrationen
- 1897 Eine Illustration in Jednodniówka Monachium 1897 (Eintageblatt München 1897), S. 9 – Texte von polnischen Autoren und Illustrationen von in München lebenden polnischen Künstlern (polona.pl Digitalisat).

## Gelistete Werke
Ein Gemälde von Olga Boznańska ist bei lootedart.com gelistet:
- Stillleben, Öl auf Kartonpapier, 64,8 × 50 cm, 1934, ausgestellt 1937 und 1938